# Onda plana

El frente de onda de una onda plana viajando en el espacio.

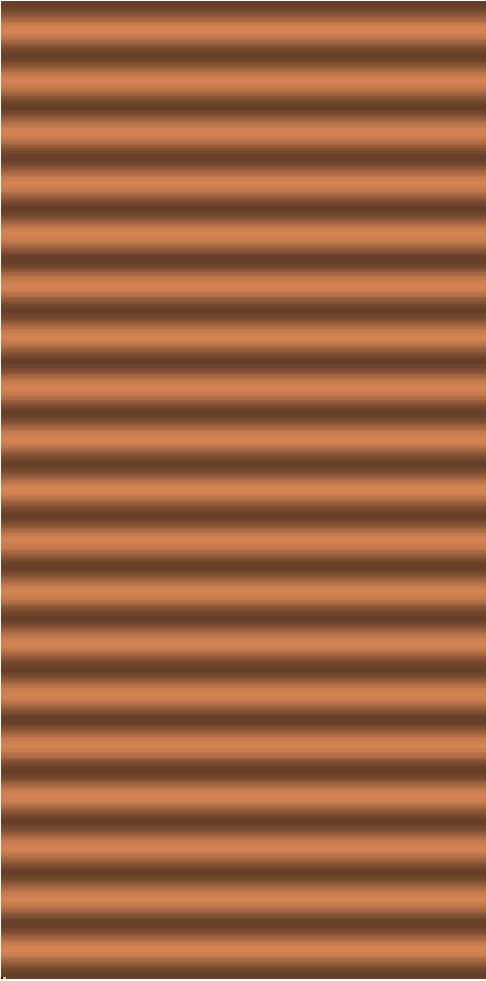
La parte real de una onda plana viajando hacia arriba.

En la física de propagación de ondas (especialmente en campos y ondas electromagnéticas), una onda plana es una onda de frecuencia constante cuyos frentes de onda (superficies con fase constante) son planos paralelos de amplitud constante normales al vector velocidad de fase.
Es decir, son aquellas ondas que se propagan en una sola dirección a lo largo del espacio, como por ejemplo las ondas en los muelles o en las cuerdas. Si la onda se propaga en una dirección única, sus frentes de ondas son planos y paralelos.
Por extensión, el término es también utilizado para describir ondas que son aproximadamente planas en una región localizada del espacio. Por ejemplo, una fuente de ondas electromagnéticas como una antena produce un campo que es aproximadamente plano en una región de campo lejano. Es decir que, a una distancia muy alejada de la fuente, las ondas emitidas son aproximadamente planas y pueden considerarse como tal.

## Expresión matemática de la onda plana
Matemáticamente, una onda plana es una solución de la ecuación de onda en su forma compleja de la siguiente forma:
{\displaystyle u({\vec {x}},t)=ae^{i({\vec {k}}\cdot {\vec {x}}-\omega t)}}
dónde i es la unidad imaginaria, k es el vector de onda, ω es la frecuencia angular y a es la amplitud compleja. La solución física es usualmente encontrada tomando la parte real de la expresión.
Esta es la solución para una ecuación de onda escalar en un medio homogéneo. Para ecuaciones de onda vectoriales, como las que describen a la radiación electromagnética o las ondas en un medio elástico, la solución para un medio homogéneo es similar: {\displaystyle e^{i({\vec {k}}\cdot {\vec {x}}-\omega t)}} multiplicado por un vector constante a. (Por ejemplo, en electromagnetismo a es típicamente el vector para el campo eléctrico, campo magnético, o el potencial vectorial). Una onda transversal es aquella en que el vector amplitud es ortogonal a k (por ejemplo, para ondas electromagnéticas en un medio isotrópico), mientras que una onda longitudinal es aquella en que el vector amplitud es paralelo a k (por ejemplo en ondas acústicas propagándose en un gas o fluido).
En esta ecuación, la función ω(k) es la relación de dispersión del medio, con el radio ω/|k| dando la magnitud de la velocidad de fase y dω/dk dando la velocidad de grupo. Para el electromagnetismo en un medio isotrópico con índice de refracción n, la velocidad de fase es c/n (la cual iguala a la velocidad de grupo solamente si el índice no depende de la frecuencia).

## Onda plana uniforme
Se dice que una onda plana electromagnética es uniforme si en ella, las intensidades de campo eléctrico y magnético presentan amplitudes constantes en las superficies equifase. Ondas de este tipo sólo pueden encontrarse en el espacio libre a una distancia infinita de la fuente.

## Condiciones de contorno
Un posible procedimiento para resolver las ecuaciones de Maxwell es dividir el espacio en dos regiones. Una con las fuentes que generan los campos (región I) y otra donde no hay cargas ni corrientes (región II). Por ello suponemos que en esta última región el campo será una combinación de ondas planas.
La solución exacta será la que cumpla las siguientes condiciones de contorno en la superficie de separación (S) entre las dos regiones.
{\displaystyle {\hat {n}}\times {({\vec {E}}_{2}-{\vec {E}}_{1})}|_{S}={\vec {0}}}
{\displaystyle {\hat {n}}\cdot {({{\vec {D}}_{2}}-{{\vec {D}}_{1}})}|_{S}={\sigma }}
{\displaystyle {\hat {n}}\cdot {({{\vec {B}}_{2}}-{{\vec {B}}_{1}})}|_{S}={0}}
{\displaystyle {\hat {n}}\times {({{\vec {H}}_{2}}-{{\vec {H}}_{1}})}|_{S}={{\vec {J}}_{S}}}
Donde S es la superficie de separación (véase la imagen) y {\displaystyle {\hat {n}}} un vector unitario perpendicular(normal) a ella y dirigida al interior de la región II.
A partir de la medida de las componentes tangenciales del campo electromagnético, generado por las fuentes de la región I, podemos determinar exactamente que ondas habrá en la región II, hallando su dirección de propagación y su amplitud de onda. Incluso podemos considerar que es el campo electromagnético en S el que excita una serie de ondas planas en la región II donde la amplitud, frecuencia y dirección de propagación dependerá de la variación temporal y espacial del campo que las ha creado.

## Caracterización de los medios
Los medios, naturales o no, de propagación de onda se caracterizan por tres parámetros y se clasifica en:
Donde:
σ: es la conductividad del medio y se mide en S/m
ε: es la permitividad o constante dieléctrica del medio y se mide en F/m
µ: es la permeabilidad o constante magnética y se mide en H/m
La velocidad de propagación de una onda plana en un medio dieléctrico (σ=0) viene dada por:
{\displaystyle V={\frac {1}{\sqrt[{}]{\varepsilon \mu }}}={\frac {C}{\sqrt[{}]{\mu _{r}\varepsilon _{r}}}}}
La impedancia intrínseca o característica de un medio dieléctrico es:
{\displaystyle \eta ={\sqrt[{}]{\frac {\mu }{\varepsilon }}};\eta _{0}={\sqrt[{}]{\frac {\mu _{0}}{\varepsilon _{0}}}}}

## Propagación de medios sin pérdidas
Tener un medio sin pérdidas significa que no existe la conductividad en ese medio, o que la conductividad es cero.
Las condiciones que se dan en este medio son las que se muestran en las siguientes ecuaciones:
{\displaystyle \alpha =0}
{\displaystyle \beta =\omega {\sqrt[{}]{\mu \varepsilon }}}
la impedancia intrínseca se vuelve un número real.
{\displaystyle \eta ={\sqrt[{}]{\frac {j\omega \mu }{j\omega \varepsilon }}}}
{\displaystyle \eta ={\sqrt[{}]{\frac {\mu }{\varepsilon }}}}
Ya que la conductividad se vuelve cero. Por lo tanto, solo tiene una parte real y no parte imaginaria.
La velocidad de fase de la onda se vuelve:
{\displaystyle \mu ={\frac {dz}{dt}}={\frac {\omega }{\varepsilon }}={\frac {1}{\mu \varepsilon }}}
La siguiente ecuación nos dice como se propaga el campo eléctrico:
{\displaystyle Ex=Em\cos {(\omega t-\beta z+\theta )}}
A continuación, la propagación del campo magnético:
{\displaystyle Hy={\frac {Em}{\eta }}\cos {(\omega t-\beta z+\theta )}}
Consideraciones para la propagación en el espacio libre:
{\displaystyle \mu _{0}=4\pi \cdot 10^{-7}} H/m Permeabilidad en el espacio libre
{\displaystyle \varepsilon _{0}=8.854187817\cdot 10^{-12}} F/m Permitividad en el espacio libre
{\displaystyle V_{0}=3\cdot 10^{8}} m/s Velocidad de Propagación en el espacio libre
Para cualquier otro tipo de material {\displaystyle \varepsilon =\varepsilon _{r}\varepsilon _{0}} y {\displaystyle \mu =\mu _{r}\mu _{0}}
{\displaystyle \mu ={\sqrt[{}]{\frac {V_{0}}{\mu _{r}\varepsilon _{r}}}}} m/s
{\displaystyle \eta =\eta _{0}{\sqrt[{}]{\frac {\mu _{r}}{\varepsilon _{r}}}}} Ω
{\displaystyle \beta =\beta _{0}{\sqrt[{}]{\mu _{r}\varepsilon _{r}}}} rad/m
{\displaystyle \lambda ={\frac {\lambda _{0}}{\sqrt[{}]{\mu _{r}\varepsilon _{r}}}}} m

## Propagación en medios con pérdidas
Un medio con pérdida existe cuando hay conductividad aunque sea mínima, y como existe conductividad dentro de ese medio la onda va a cambiar. Debemos dejar bien claro que existen dos diferencias muy notables entre las ondas planas uniformes en medios sin pérdidas y las ondas planas uniformes en medios con pérdidas. La primera es que la parte imaginaria de la constante de propagación se vuelve distinta de cero, y por lo tanto se divide en dos como se muestra a continuación:
{\displaystyle \gamma ={\sqrt[{}]{j\omega \mu (\sigma +j\omega \varepsilon )}}=\alpha +j\beta }
Podemos ver que la gamma se dividió en su parte real alfa {\displaystyle (\alpha )} , que se le conoce como constante de atenuación y está dada [Np/m] y su parte imaginaria beta {\displaystyle (\beta )} , que se le conoce como constante de fase y está dada en [rad/m].
La otra diferencia es la impedancia intrínseca que para medios con pérdidas también se vuelve compleja y no tiene los mismos valores que para un medio sin pérdidas.
La impedancia intrínseca se calcula de la siguiente manera:
{\displaystyle \eta ={\sqrt[{}]{\frac {j\omega \mu }{\sigma +j\omega \varepsilon }}}}
Y ahora las ecuaciones de onda:
{\displaystyle Ex=Eme^{(-\alpha z)}\cos {(\omega t-\beta z+\theta )}\,}
{\displaystyle Hy={\frac {Em}{\eta }}e^{-\alpha z}\cos {(\omega t-\beta z+\theta +\theta \eta )}}

## Velocidad de las ondas planas longitudinales en un fluido
Las ondas también se propagan a través de los fluidos, pero para limitar la transmisión a una sola dirección requerimos que el líquido o gas se encierre en un conducto largo de forma que se considere indefinido estando uno de los extremos cerrados por un pistón. Si el dispositivo genera un pequeño cambio hacia la derecha, las cantidades de fluido adyacentes a él se comprimen, propagándose una onda de compresión en la dirección del eje del tubo. Si el pistón se desplaza hacia la izquierda lo que se propaga es una onda de dilatación.
Conocemos que las moléculas de un fluido que se encuentra en un estado de reposo no tienen posiciones medias bien definidas como los átomos de un sólido. Las moléculas en un fluido se deslizan constantemente al azar pero el número de moléculas contenidas en una porción no se ve afectado estadísticamente manteniendo así el mismo número, quedando la densidad y el volumen específico del fluido constante en los dominios que contienen un número suficiente de moléculas.
El paso de una onda elástica superpone un movimiento a los movimientos desordenados de las moléculas, y podemos hablar de desplazamiento, velocidad y aceleración de un elemento de volumen. El término partícula en fluido se refiere a un elemento de volumen lo suficientemente grande para que contenga millones de moléculas, y el fluido se considere continuo con el fin que las variables acústicas presión, densidad y velocidad se puedan considerar constantes en el elemento de volumen.
En el estudio de la propagación se consideran despreciables las fuerzas de gravitación así como la densidad y presión son constantes en todo el medio. Este medio lo supondremos homogéneo, isótropo y perfectamente elástico, es decir, no tendremos fuerzas de disipación, tales como las debidas a la viscosidad, al calor de conducción, etc. Es así que se considera que las ondas tienen un amplitud relativamente pequeña y que por tanto los cambios de densidad en el medio son pequeños comparados con su valor de equilibrio.
Como ya hemos visto los desplazamientos son función de la posición y el tiempo. Como consecuencia de estos desplazamientos se producen unos cambios de densidad en el medio, que están relacionados mediante una ecuación. Para encontrar esta ecuación, aplicamos el principio de la conservación de la masa a una sección transversal del fluido de área S que no está perturbada, como la porción de fluido comprendido entre las secciones R y R’ de coordenadas x y x + dx, siendo la masa ρ0 S dx. Después de la propagación de la onda plana longitudinal, la sección R se desplaza a una distancia ξ siendo ahora R1, y la R’ para hacer R’1 desplazándose a una distancia ξ + dξ. La densidad del fluido contenido en los planos R1 y R’1 ha cambiado siendo ahora el valor de la masa ρ S (dx+dξ), permaneciendo esto último constante.